# 十九色
『十九色』（じゅうくいろ）は、清浦夏実のオリジナルアルバム。2010年2月24日にFlyingDogから発売された

## 概要
- 自身初のオリジナルアルバム。これまでリリースされたシングル曲のほか、菅野よう子が楽曲提供した新曲「アノネデモネ」や、1972年にヒットした石川セリの「Midnight Love Call」のカバーが収録されている。
- DVDが付いた初回限定盤とCDのみの通常盤の2種類が発売された。DVDには2008年にインターネットにて限定配信で行われたスタジオライヴの模様を収録している。

## 収録曲
1. 十九色 [3:03]
作詞：清浦夏実、作曲・編曲：窪田ミナ
2. 旅の途中 [4:53]
作詞：小峰公子、作曲・編曲：吉良知彦
3. アノネデモネ [5:17]
作詞：清浦夏実、作曲・編曲：菅野よう子
4. 銀色の悲しみ [4:29]
作詞：尾上文、作曲・編曲：神田朋樹　ストリングス編曲：久米大作
5. ネバーランド [5:03]
作詞・作曲：清浦夏実、編曲：島田昌典
6. 虹色ポケット [4:06]
作詞・作曲：佐々倉有吾、編曲：山本隆二
7. 悲しいほど青く（album version） [4:40]
作詞：清浦夏実、作曲・編曲：窪田ミナ
8. パレット（full version） [4:54]
作詞：清浦夏実、作曲：吉田旬吾、編曲：コーコーヤ
9. 風さがし（full-colored samba mix） [4:01]
作詞：高月みたか、作曲・編曲：鈴木智文
10. 僕らの合言葉 [3:59]
作詞・作曲：つじあやの、編曲：山本隆二
11. 七色 [5:27]
作詞・作曲：矢吹香那、編曲：島田昌典
12. Midnight Love Call [4:41]
作詞：南佳孝・有川正沙子、作曲：南佳孝、編曲：笹子重治

## タイアップ
| 曲名           | タイアップ                                                        | 備考                                                                                     |
| -------------- | ----------------------------------------------------------------- | ---------------------------------------------------------------------------------------- |
| 旅の途中       | テレビアニメ『狼と香辛料』オープニングテーマ                      | 2ndシングル。                                                                            |
| ネバーランド   | テレビアニメ『ケロロ軍曹』第233話・第263話挿入歌                  |                                                                                          |
| 虹色ポケット   | テレビアニメ『ささめきこと』エンディングテーマ                    | 両A面4thシングル。                                                                       |
| 悲しいほど青く | テレビアニメ『ささめきこと』オープニングテーマ                    | 両A面4thシングル                                                                         |
| パレット       | テレビアニメ『リストランテ・パラディーゾ』挿入歌                  | 同作品のサウンドトラックにはショートサイズでの収録の為、フル音源では今作が初収録となる。 |
| 風さがし       | テレビアニメ『スケッチブック 〜full color's〜』オープニングテーマ | 同作品のサウンドトラックにはショートサイズでの収録の為、フル音源では今作が初収録となる。 |
| 僕らの合言葉   | テレビアニメ『ケロロ軍曹』13代目エンディングテーマ                | 3rdシングル。                                                                            |